# 東京プリンスホテル

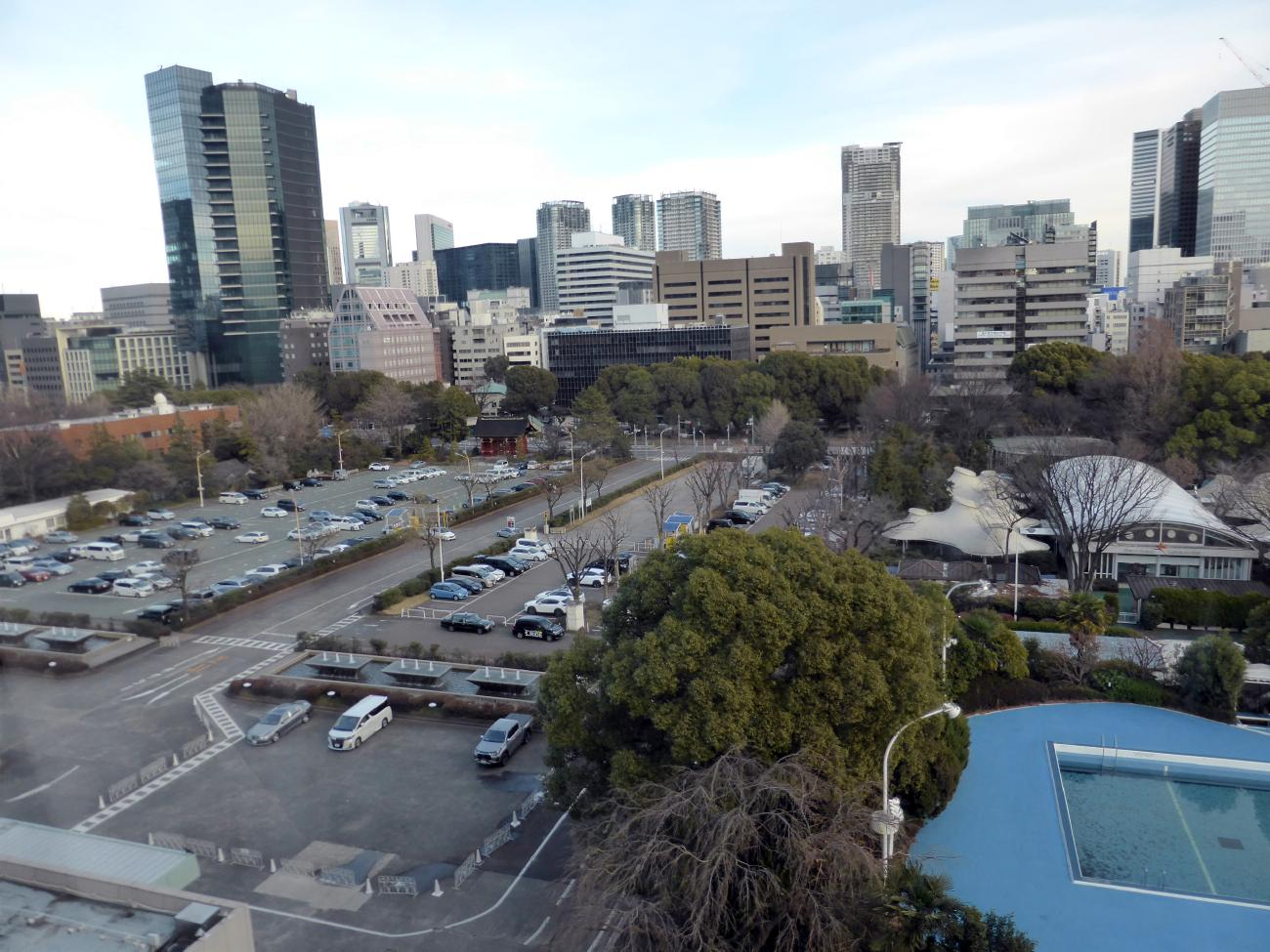
東京プリンスホテル駐車場

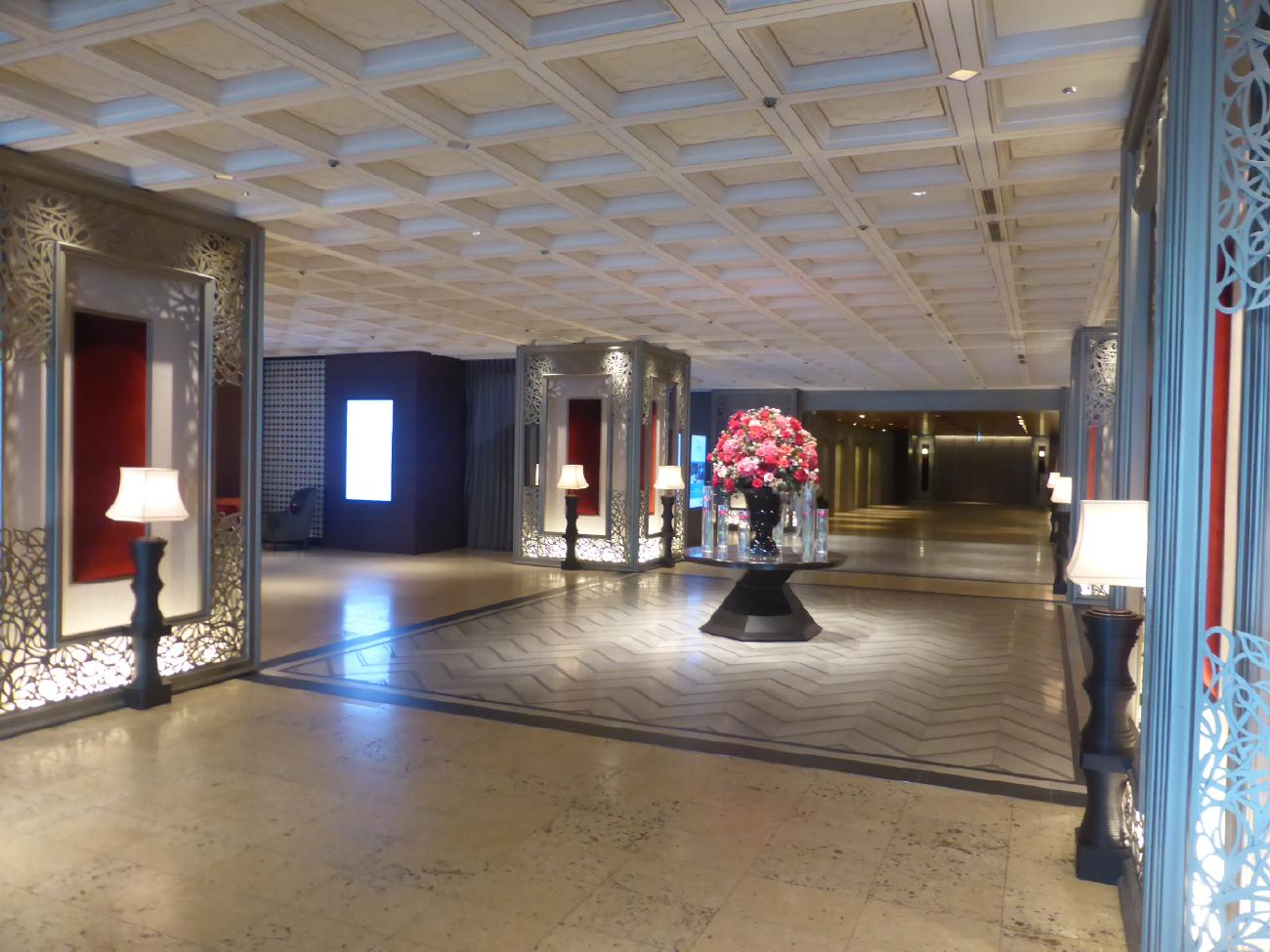
東京プリンスホテルエントランス通路

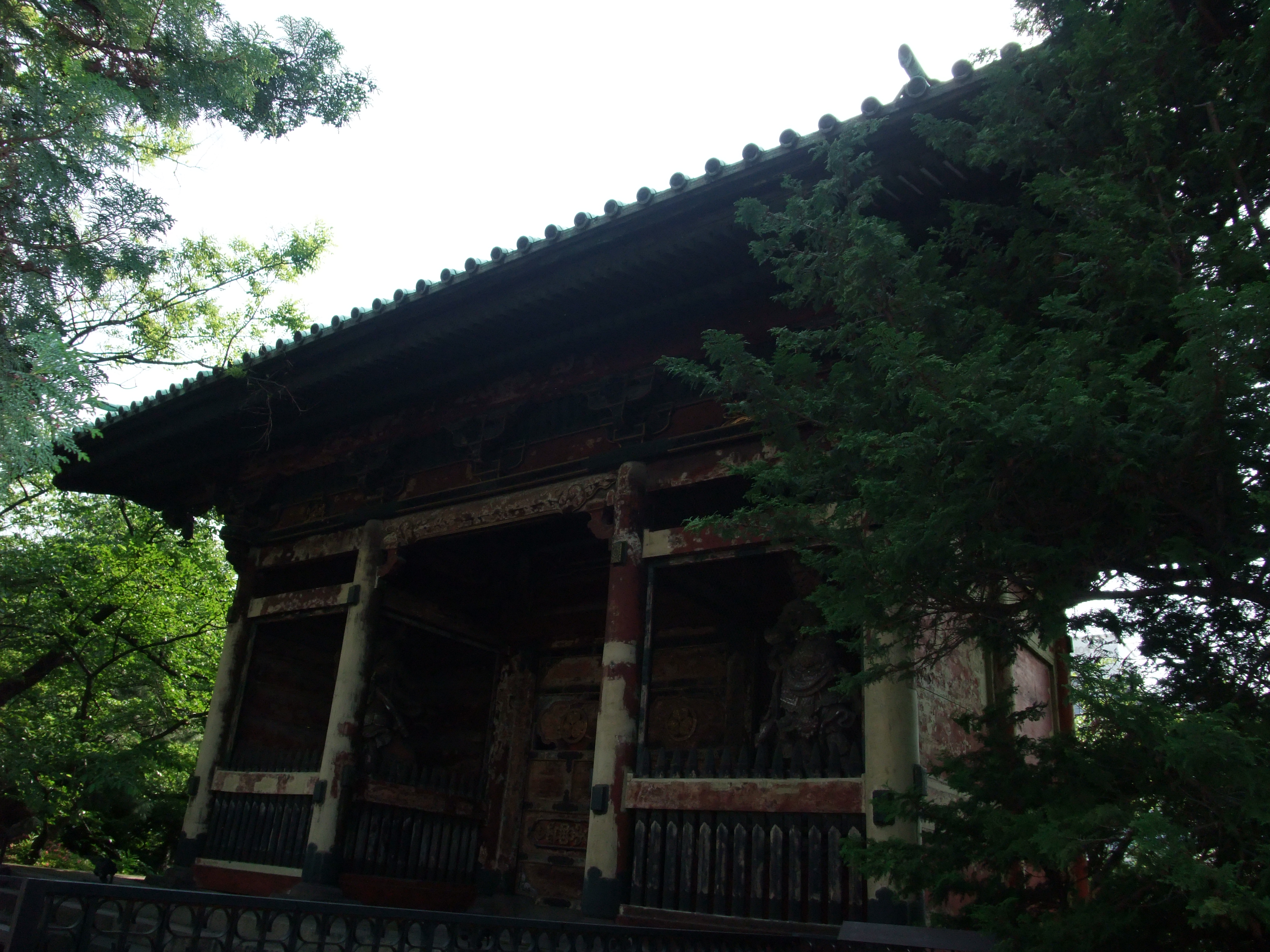
旧有章院霊廟二天門

東京プリンスホテル（とうきょうプリンスホテル）は、東京都港区芝公園にある西武ホールディングス傘下の西武・プリンスホテルズワールドワイドが運営するホテル。西武グループに属する。

## 概要
東京プリンスホテルは、1950年代に徳川家から国土計画興業が買収し、ショートコースのゴルフ場としていた場所に、堤康次郎が1964年に開催の東京オリンピックを目指して、国際的なホテルを建設を決意したことに始まる。1962年秋に西武百貨店が担当することとなり、臨時にホテル事業部（部長は堤清二店長が兼務）が設けられ、「東京プリンスホテル」（資本金600万円 社長堤操）が設立された。
設計監理は西武建設、施工は竹中工務店、資金調達およびインテリアは西武百貨店が担当する方式で、1963年4月に着工し、翌年9月1日に予定通り開業した。ホテル各客室のデザイン、インテリアは全て堤操社長自身が選定にあたり、家具・調度類は西武百貨店が納入した。開業時の客室は510室、地下1階にはショッピングアーケード「ピサ」（PISA・Prince International Shopping Arcade）が配され、海外の一流品を集めた高級セレクトショップ兼ブティックとして当時、銀座のサンモトヤマと並んで人気を博した。
都内では既に高輪プリンスホテル（現・グランドプリンスホテル高輪）や赤坂プリンスホテル（後のグランドプリンスホテル赤坂、2011年閉館）等が営業しており、開業前には芝公園に位置することから「芝プリンスホテル」の名称も考えられていたが、社内で「芝ではインパクトが足りない」との意見が出ており、東京オリンピック直前の開業だったこともあり、当ホテルが「東京」を名乗ることになった。
1964年4月、堤康次郎が他界し、関係会社を含めた資産の相続に際して、東京プリンスホテルは西武鉄道の所管に移管されることになり、1965年、同ホテルの資産と負債は、ピサを除いて西武鉄道に移転し、西武百貨店による東京プリンスホテルの保有は終了している。
2005年には、増上寺と芝公園に隣接する芝ゴルフ場跡地にザ・プリンス パークタワー東京（当初の名称は東京プリンスホテル パークタワー）が開業したが、その後も、この新たなホテルと東京プリンスホテルとは、それぞれ別のホテルとして運営されている。

### ブランド再編後
2007年のブランド再編以前は全てのプリンスホテルの中でも序列1位であった。ザ・プリンス パークタワー東京が隣接して開業してからは上級ビジネスホテルとしての位置づけだが、現在でも「プリンスホテル」ブランドの中では筆頭格である品川プリンスホテルより先行して序列1位であり、ベルサービスは廃止されたものの、他のプリンスホテルにはいないドアマンを置いている。また、12月のディナーショーの会場としても有名である。
グランドプリンスホテル高輪同様、2016年4月から1年間、改装のために休業し、2017年4月1日にリニューアルオープンした。

## ピサ
東京プリンスホテルの開業と同時に、その地下1階には高級ショッピング街「ピサ」がオープンした。ルイ・フェローのパリアトリエ、イヴ・サンローランのオートクチュール、エルメスコーナーなど西武百貨店のもつパリの一流ブランド品から和装小物や呉服店まで、高級商品が販売された。
堤清二は、東京プリンスホテルの設立準備のなかで、国際的なホテルにはショッピング街が必要であると考え、ピサの併設に至った。西武百貨店としては、当時まだ池袋店では販売の目処も立たなかった直輸入ブランド商品の販売の場であるだけでなく、国内商品でも一級の商品を扱い、ピサは最高質のファッションセンスのアンテナショップの役割を果たした。

## 周辺
増上寺や芝公園、東京タワーに隣接し、入口前には旧有章院霊廟二天門（国の重要文化財）がある。また、7線6駅から徒歩でのアクセスが可能な利便性の高さが特徴である。

## アクセス

### 鉄道
7線6駅からの徒歩でのアクセスが可能である。
- 都営地下鉄三田線御成門駅より徒歩1分
- 都営地下鉄三田線芝公園駅より徒歩6分
- 都営地下鉄浅草線、大江戸線大門駅より徒歩8分
- 都営地下鉄大江戸線赤羽橋駅より徒歩10分
- JR山手線及び京浜東北線・東京モノレール浜松町駅より徒歩10分
- 東京メトロ日比谷線神谷町駅より徒歩10分

### バス
- 成田国際空港から東京空港交通のリムジンバスが運行
- 都営バス・東急バス「東京タワー」「御成門小学校前」バス停より徒歩3分
- 港区コミュニティバス「ちぃばす」芝ルート・麻布東ルート「港区役所」バス停より徒歩3分
- 浜松町駅に隣接する世界貿易センタービルから発着するザ・プリンス パークタワー東京行きの送迎バスが東京プリンスホテルを経由する[8]。